# باشگاه فوتبال والنسیا مستایا
باشگاه فوتبال والنسیا مستایا (انگلیسی: Valencia CF Mestalla) تیم ذخیره باشگاه فوتبال والنسیا، یک باشگاه فوتبال اسپانیایی مستقر در والنسیا است. این شعبه از باشگاه اصلی است که در سال ۱۹۴۴ تأسیس شد و در حال حاضر در سگوندا فدراسیون گروه ۳ بازی می‌کند و بازی‌های خانگی را در مجموعه ورزشی پاترنا با ظرفیت ۴۰۰۰ نفر برگزار می‌کند. .